# Simpson Safari
Simpson Safari —titulado Safari Simpson en Hispanoamérica y El safari de los Simpson en España— es el decimoséptimo episodio de la duodécima temporada de la serie de animación Los Simpson, transmitida originalmente por la cadena Fox en los Estados Unidos el 1 de abril de 2001 y el 28 de octubre de 2001 en Hispanoamérica. 
Cuando la comida de los Simpson se ve agotada gracias a una huelga de los trabajadores del supermercado, la familia encuentra una vieja caja de galletas en su ático. Homer muerde una galleta dorada parte de un concurso realizado por la empresa de galletas, cuyo premio era un viaje a África. Homer acude a la empresa, que se niega a darle el premio, sin embargo cuando se lastima por una de las esquinas de la caja, recibe el premio por concepto de indemnización.
Aunque Simpson Safari fue escrito por John Swartzwelder, el exguionista de la serie, Larry Doyle, tuvo la idea del viaje a África. Mark Kirkland, quien previamente había visitado este continente, dirigió el episodio. Este cuenta con la participación de Frank Welker dando voces a los animales, y la de los actores de la serie, Hank Azaria interpretando al guía Kitenge y de Tress MacNeille como la Dra. Joan Bushwell. Alrededor de 7,7 millones de espectadores estadounidenses vieron el episodio durante su emisión original; recibió una nominación a los Premios Primetime Emmy en la categoría de mejor composición musical para una serie, pero perdió ante Endgame de la serie Star Trek: Voyager.

## Sinopsis
Mientras Marge lleva a Maggie al hospital después de que ésta tragó una edición de la revista Time, Homer, Bart y Lisa van de compras. Homer y otros clientes, insultan y maltratan a los empacadores, lo que causa que todos ellos inicien una huelga. Al «no tener capacidad para funcionar sin los empacadores», el supermercado cierra. Por lo tanto, al verse agotada la comida de la familia, Homer comienza una búsqueda de suministros por el interior de la casa. Santa's Little Helper encuentra una caja de galletas con forma de animales en el ático, con más de treinta años de antigüedad. Homer muerde una galleta de jirafa dorada, parte de un concurso cuyo premio era un viaje a África. La empresa inicialmente se niega a darle el premio ya que el concurso ya había concluido, pero cuando Homer se lastima con una de las esquinas de la caja, le otorgan el premio con el fin de evitar demandas.
Los Simpson viajan, pues, a África. Cuando su vuelo está llegando a su destino, Tanzania, la serie ironiza sobre la inestabilidad institucional y la dependencia económica de muchos países de África Subsahariana respecto al Norte global. La azafata anuncia: "Atención, señores pasajeros, por favor prepárense para tomar tierra en Tanzania". Acto seguido, una compañera le pasa una nota, y la azafata se corrige: "Perdón, ahora se llama Nuevo Zanzíbar". Entonces, la compañera le pasa una segunda nota, y la azafata debe corregirse de nuevo: "Lo siento, ahora se llama Pepsi Presenta Nuevo Zanzíbar".
Tras aterrizar en Tanzania, los Simpson visitan lugares como el Masái Mara, la zona de conservación de Ngorongoro, la Garganta de Olduvai, la montaña Kilimanjaro, y se reúnen con miembros de la tribu masái. Durante una danza tribal vigorosa, Homer logra enfurecer a un hipopótamo, y como reacción este persigue a la familia, quienes logran escapar en una balsa que se deslizaba corriente abajo en un río embravecido. Después de sobrevivir a la caída de las Cataratas Victoria, la familia va a parar al santuario de chimpancés de la científica Dra. Joan Bushwell (una parodia de Jane Goodall). Mientras ella dice estar investigando el comportamiento de estos animales, un grupo de cazadores furtivos llega para saquear el lugar. Los Simpson tratan de impedir la entrada a los cazadores, pero estos finalmente entran en el santuario. Posteriormente, se revelan como activistas de Greenpeace, y demuestran que la Dra. Bushwell es en realidad la jefa de los chimpancés, que los explota en una mina de diamantes. Con el fin de que los Simpsons no la denuncien ante las autoridades, la Dra. Bushwell les ofrece diamantes como soborno, que todos -excepto Lisa- felizmente aceptan. Los Simpson dejan África y regresan a Springfield con los diamantes. En el avión, se revela que su exguía, Kitenge, es ahora el presidente del país, y el expresidente es ahora un azafato.

## Producción
Simpson Safari fue escrito por John Swartzwelder. La escena donde los clientes maltratan a los empacadores y la posterior huelga de estos se inspiraron en los similares acontecimientos de la tienda Albertsons en Los Ángeles en ese entonces. La idea de que los Simpson visitaran África fue concebida por el exguionista de la serie Larry Doyle. Swartzwelder fue asignado para escribir el primer borrador del guion del episodio. Debido a esto, Simpson Safari contiene varias «clásicas bromas de tipo Swarzwelder», según Matt Selman. Después de que Swarzwelder lo terminara, el equipo de guionistas reescribió el guion. Los escritores deliberadamente incluyeron errores objetivos con el fin de molestar a los espectadores, quienes querían que «la serie pareciera, más realista». Selman posteriormente mencionó que «es una especie de combinación muy bonita, diseños observacionales y luego simplemente [...] las cosas que están deliberadamente mal, para enfadar a la gente que se preocupa por las cosas que no son reales».
Mark Kirkland dirigió el episodio. A los dieciséis años, Kirkland pasó seis semanas en Kenia, cuando rodaba el documental A Visit to a Chief's Son. Cuando leyó el guion por primera vez, lo encontró «en todos lados» geográficamente. Aun así, Kirkland trató de hacer el episodio lo más realista posible, con  algunos dibujos sobre su experiencia en Kenia. Por ejemplo, los Simpsons visitaron la tribu seminómada masái, asentada en Kenia y el norte de Tanzania. La manera en la que la tribu baila en el episodio es similar a la forma real de la danza, y aunque el consumo de sangre de vaca es fiel a la cultura del pueblo masái, el uso de placas de labios y anillos de cuello no lo son. Kirkland comentó que «fue bastante divertido para mí tratar de hacer estas cosas [...] tan loco como la historia es, que sea realista».
A lo largo del episodio se mencionan elementos de al vida africana y se pueden encontrar varias referencias culturales. En una escena en el episodio, los Simpson están flotando en un río en un escudo. También en un momento, la familia es visitada por dos africanos, que hablan suajili. Además, la canción que canta Kitenge cuando acompaña a los Simpson como conductor («Wé-Wé» de Angelique Kidjo) era una canción popular en el lugar. Con el fin de lograr un sonido preciso, Hank Azaria, quien interpretó a Kitenge en el episodio, aprendió a cantar la canción fonéticamente ayudado por un profesor que hablaba suajili en la Universidad de California en Los Ángeles. La Dra. Joan Bushwell, el personaje «tipo Jane Goodall», fue interpretado por la actriz de voz estadounidense Tress MacNeille, que también tiene el rol de Lindsey Naegle en la serie. Las voces de todos los animales en el episodio —excepto la de Santa's Little Helper, hecha por el actor principal Dan Castellaneta— fueron grabadas por Frank Welker.

## Recepción

### Estreno
En su emisión original el 1 de abril de 2001 en Estados Unidos, Simpson Safari recibió un  rating de siete y medio, que se traduce como 7,7 millones de espectadores de acuerdo a Nielsen Media Research; se situó así en el cuadragésimo segundo puesto de los episodios de televisión más vistos de la semana. El año siguiente, recibió una nominación a los Premios Primetime Emmy en la categoría de mejor composición musical para una serie, sin embargo, perdió ante Endgame de la serie Star Trek: Voyager. Desde su emisión, el episodio ha sido publicado dos veces en vídeo. El 23 de mayo de 2005, se incluyó junto con Thirty Minutes over Tokyo, Blame It on Lisa y The Regina Monologues, de las temporadas 10, 13 y 15 respectivamente, en el DVD Simpsons Around The World In 80 D'ohs. El 18 de agosto de 2009, se estrenó el DVD de la duodécima temporada, The Simpsons: The Complete Twelfth Season. Mike Scully, Ian Maxtone-Graham, Matt Selman, Tim Long, Yeardley Smith, Mark Kirkland y Michael Marcantel participaron en los audiocomentarios del episodio.
El antiguo showrunner de Los Simpsons Mike Reiss, declaró en abril de 2007 que Simpson Safari es uno de los dos episodios de la serie que no le gustan. Después de su lanzamiento en DVD, el episodio recibió críticas dispares. En su reseña de The Simpsons: The Complete Twelfth Season, Colin Jacobson de DVD Movie Guide lo describió como «malísimo» y «decepcionante». Si bien pensó que un par de escenas eran divertidas, argumentó que el episodio dependía en exceso del humor visual y «nunca amenaza con convertirse en [algo] inspirado o divertido». Escribiendo para Bullz-Eye.com, Will Harris sostuvo que el argumento era «ridículo», y que el episodio «les recuerda a los aficionados de toda la vida que los días de comedia completamente perfecta de la serie han quedado atrás». Mac McEntire, de DVD Verdict, mencionó que a pesar de disfrutar principalmente de los episodios más realistas y centrados en la familia Simpson, los episodios locos y poco anclados en la realidad como Simpson Safari son los mejores de la temporada. Finalmente, Jason Bailey, de DVD Talk, escribió que Simpson Safari hace uso de uno de sus elementos favoritos de la historia, lo que llamó una «historia errante»: «la costumbre de usar el primer acto como una cortina de humo, solo conectado a medias con el resto de la trama, es ingeniosa y divertida. "Simpson Safari", por ejemplo, comienza con una escena de una huelga de empacadores, lo que empuja a la familia a tomar medidas culinarias desesperadas, que llevan a Homer hasta una caja de galletas de animalitos en el ático, lo que resulta en el descubrimiento de un premio dentro de la caja para el viaje de safari que abarca el resto del episodio. Es algo que llevan haciendo desde años, pero todavía resulta».